# Amar Rahmanović
Amar Rahmanović (* 13. Mai 1994 in Sindelfingen) ist ein bosnischer Fußballspieler.

## Karriere

### Verein
Rahmanović begann seine Karriere beim FK Sloboda Tuzla. Im Oktober 2010 gab er gegen den FK Borac Banja Luka sein Debüt für die Profis von Sloboda in der Premijer Liga. Bis zum Ende der Saison 2010/11 absolvierte er fünf Partien. In der Saison 2011/12 kam er zu zwölf Einsätzen in der höchsten bosnischen Spielklasse, aus der er mit Tuzla zu Saisonende aber abstieg. Daraufhin wechselte er zur Saison 2012/13 nach Serbien zum Erstligisten FK Novi Pazar. Für Novi Pazar spielte er zwölfmal in der SuperLiga.
Nach einer Spielzeit im Ausland kehrte Rahmanović zur Saison 2013/14 nach Bosnien zurück und schloss sich dem FK Olimpik Sarajevo an. Für Olimpik kam er zu 18 Einsätzen in der Premijer Liga. Zur Saison 2014/15 wechselte der Offensivspieler nach Kroatien zum NK Istra 1961. Für Istra spielte er sechsmal in der 1. HNL. Nach einem halben Jahr zog er im Januar 2015 nach Slowenien weiter und wechselte zum FC Koper. Bis Saisonende kam er in Koper zu neun Einsätzen in der 1. SNL. In der Herbstsaison 2015/16 absolvierte er 15 Partien für Koper, ehe er im Januar 2016 innerhalb der Liga zum NK Maribor wechselte. Für Maribor spielte er bis Saisonende siebenmal in Sloweniens Oberhaus.
Nach einem weiteren Einsatz zu Beginn der Saison 2016/17 wechselte der Mittelfeldspieler im August 2016 zum Ligakonkurrenten NK Celje. In Celje absolvierte er 15 Partien in der 1. SNL. Zur Saison 2017/18 kehrte Rahmanović wieder nach Bosnien zurück und schloss sich dem FK Sarajevo an. Für den FK kam er in seiner ersten Saison zu 26 Ligaeinsätzen, in denen er fünf Tore erzielte. In der Saison 2018/19 spielte er 27 Mal und erzielte neun Tore, mit Sarajevo wurde er Meister. In der Saison 2019/20 absolvierte er bis zum COVID-bedingten Saisonabbruch zwölf Partien, Sarajevo gelang die Titelverteidigung.
Nach weiteren 14 Einsätzen im Herbstdurchgang 2020/21 wechselte Rahmanović im Januar 2021 in die Türkei zu Konyaspor. In Konya kam er bis zum Ende der Spielzeit zu 18 Einsätzen in der Süper Lig. In der Saison 2021/22 absolvierte er 31 Partien, in denen er sechs Tore erzielte. Zu Beginn der Saison 2022/23 absolvierte er fünf Partien für Konyaspor, ehe er im September 2022 nach Russland zu Krylja Sowetow Samara wechselte.

### Nationalmannschaft
Rahmanović spielte zwischen 2010 und 2015 20 Mal für bosnische Jugendnationalauswahlen. Im November 2020 gab er in einem Testspiel gegen den Iran sein Debüt im A-Nationalteam.